# Papulaspora appendicularis
Papulaspora appendicularis är en svampart som beskrevs av H.H. Hotson 1942. Papulaspora appendicularis ingår i släktet Papulaspora, klassen Sordariomycetes, divisionen sporsäcksvampar och riket svampar.   Inga underarter finns listade i Catalogue of Life.